# Eugen Freund
Eugen Freund (nacido el 15 de abril de 1951) es un periodista y político austríaco y Diputado del Parlamento Europeo (MEP) de Austria. Es miembro del Partido Socialdemócrata de Austria, parte del Partido de los Socialistas Europeos.

## Carrera profesional
Después de trabajar como secretario de prensa para el Ministerio Federal de Asuntos Exteriores de Austria bajo el mando del Ministro Willibald Pahr, Freund se unió a la radioemisora estatal del país, ORF, en 1986 y entre otros cargos fue corresponsal de Washington y posteriormente presentador de noticias en horario prime hasta su retiro hacia finales de 2013.

## Diputado del Parlamento Europeo, 2014–2019
En enero de 2014, el Partido Socialdemócrata de Austria (SPÖ) nombró a Freund como su principal candidato para las elecciones europeas de 2014, sucediendo a Hannes Swoboda. Como Diputado del Parlamento Europeo, forma parte del Comité en Asuntos Exteriores, la Subcomisión de Seguridad y Defensa y la delegación del parlamento para relaciones con los Estados Unidos. Además,  es miembro del Intergrupo del Parlamento Europeo en el Sáhara Occidental.
En octubre de ese año, Freund se unió al SPÖ.